# Європейські канікули
«Європейські канікули» (англ. National Lampoon's European Vacation) — американський кінофільм режисера Емі Хекерлінга 1985 року. В українському відеопрокаті фільм також фігурував під назвою «Відпустка в Європі». Переглядати рекомендується дітям від 13 років разом з батьками.

## Сюжет
Родині Грізволдів дуже пощастило: вони виграли перший приз в щорічній вікторині. Приз — це захоплива подорож по Європі. І ось тато Кларк, мама Елен, син Расті і донька Одрі готуються до відльоту з рідного Чикаго за океан.
Одрі дуже важко розлучатися з коханим Джеком: адже доки Одрі відсутня, Джека може «відбити» її найкраща подруга Дебі. Але відмовитися від такої чудової подорожі немає сил і вони вирушають у Європу. Протягом всієї подорожі вони постійно потрапляють в найрізноманітніші неприємності…

## Творці фільму

### В ролях
- Чеві Чейз — Кларк Грізволд
- Беверлі Д'Анджело — Еллен Грізволд
- Дана Хілл — Одрі Грізволд
- Джейсон Лайвлі — Расті Грізволд
- Джон Естін — ведучий телевікторини Кент Вінкдейл
- Ерік Айдл — велосипедист

### Знімальна група
- Режисер — Емі Хекерлінг
- Автори сценарію — Джон Г'юз, Роберт Клейн
- Продюсер — Метті Сіммонс
- Редактор — Пембрук Херрінг
- Композитор — Чарльз Фокс
- Оператор — Роберт Пейнтер
- Костюмер — Грем Вільямс

## Історія прокату

### Дати прем'єр
Дані приведені згідно з даними IMDb.
- США — 26 липня 1985
- Австралія — 2 січня 1986
- Швеція — 14 березня 1986
- Нідерланди — 12 червня 1986
- Іспанія — 30 червня 1986
- ФРН — 3 липня 1986
- Фінляндія — 4 липня 1986
- Велика Британія — березень 1987 (прем'єра на відео)